# Neumann Kaffee Gruppe
Pour les articles homonymes, voir Neumann.
Neumann Kaffee Gruppe (NKG) est une entreprise allemande de commerce de denrées alimentaires, notamment de café.
En 2023, à l'instar des autres entreprises multinationales de négoce alimentaire, NKG est déstablisée par la nouvelle politique kényane de réforme du marché du café. Au début de l'année suivante, sa filiale locale annonce se retirer du pays et licencier l'essentiel de ses salariés,.